# Krakowski Szlak Techniki

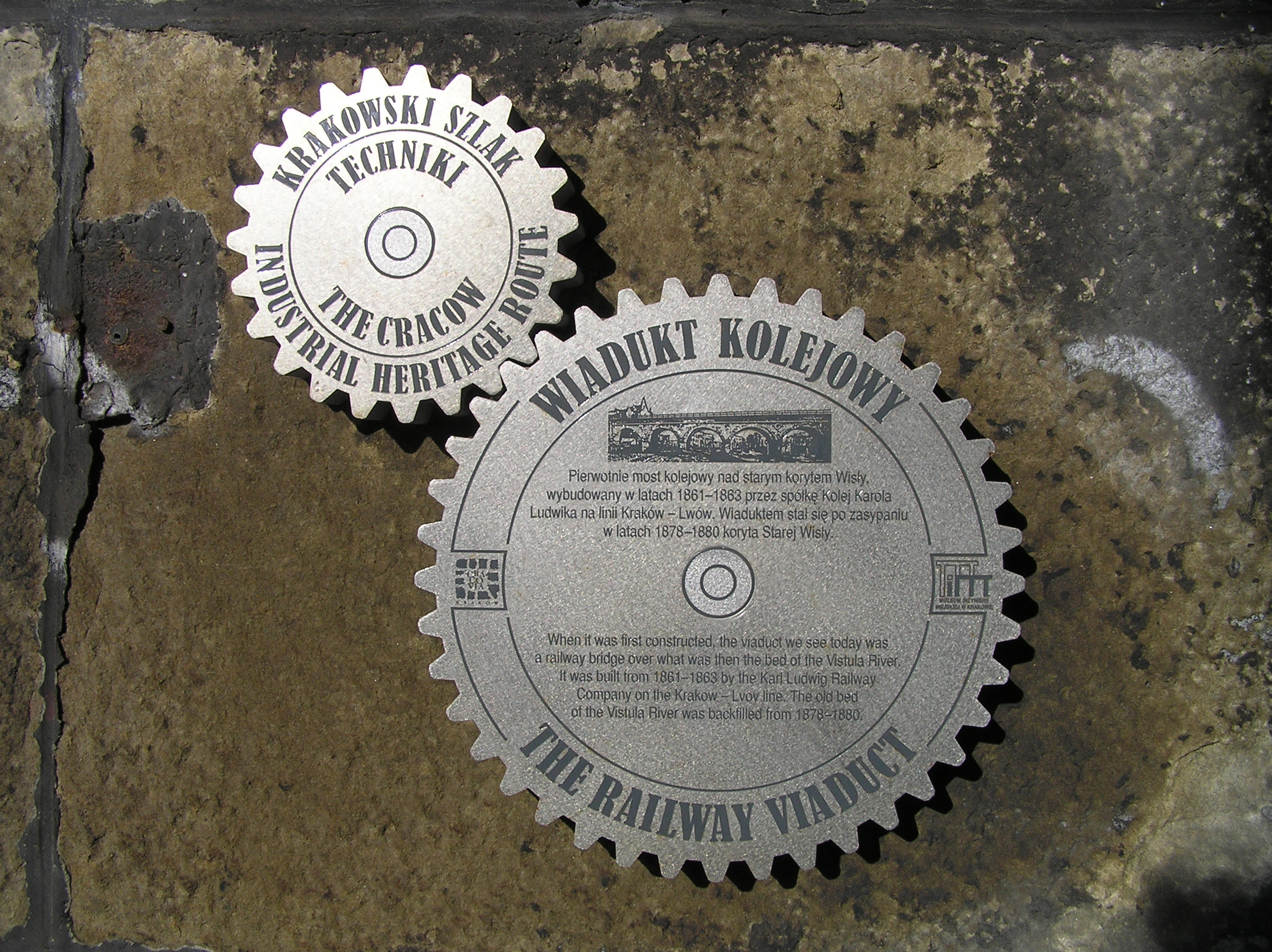
Oznaczenie jednego z obiektów na szlaku.

Krakowski Szlak Techniki – szlak tematyczny dziedzictwa przemysłowego w Krakowie utworzony 6 kwietnia 2006 r. Szlak został przygotowany i oznakowany przez Wydział Promocji i Turystyki Urzędu Miasta Krakowa i Muzeum Inżynierii i Techniki w Krakowie.

## Obiekty na szlaku
Obiekty wymienione są w kolejności występowania na szlaku, pod nazwami użytymi przez jego twórców:
1. Stacja kolejowa – budynek dworca  został wybudowany w latach 1844–1847, współczesną formę architektoniczną uzyskał po przebudowach w latach 1869–1871 i 1892–1893.
2. Browar rodziny Götzów (ul. Lubicz 13-17) – założony w 1840 r. przez Rudolfa Jenny, rozbudowany przez zięcia Juliusza Augusta Johna w połowie XIX w., sprzedany baronowi Janowi Götz-Okocimskiemu w roku 1904, upaństwowiony w 1946 r., czynny do 2001 r.
3. Przekop Talowskiego i wiadukt kolejowy – wiadukt wybudowano w latach 1896–1898, był pierwszym w Krakowie dwupoziomowym skrzyżowaniem. Przęsło ma konstrukcję metalową.
4. Elektrownia teatru miejskiego – elektrownię wybudowano w 1893 r. w stylu historyzującym (neorenesansowym) według projektu J. Zawiejskiego. Pracowała do roku 1906. W budynku mieści się Scena Miniatura w Krakowie Teatru im. J. Słowackiego.
5. Kuźnia Zieleniewskich (ul. św. Krzyża 16) – najstarsza zachowana część fabryki Ludwika Zieleniewskiego, działającej w tym miejscu w latach 1851–1886.
6. Strażnica pożarnicza (ul. Westerplatte 19) – wybudowana w latach 1877–1879 według projektu M. Moraczewskiego w stylu neogotyckim.
7. Wiadukt kolejowy – jeden z najstarszych krakowskich mostów wybudowany w latach 1861–1863 nad starym korytem Wisły. Po zasypaniu starego koryta Wisły w latach 1878–1880 most kolejowy stał się wiaduktem nad ul. Grzegórzecką. Skreślony z ewidencji zabytków decyzją ministerstwa kultury we wrześniu 2021 roku[2], wyburzony w styczniu 2022 roku[3].
8. Przepust drogowy przy ul. Miodowej – wybudowany ok. 1855 r. pierwotnie z bloków piaskowca. Ubytki kamienne uzupełniono betonem.
9. Elektrownia krakowska – wybudowana w latach 1904–1905. Rozbudowywana i modernizowana w latach 20. i 30. XX w. W 1957 r. produkowała 45% zużywanej w Krakowie energii elektrycznej. W roku 1976 zaprzestano produkcji energii elektrycznej, a w 1984 r. również ciepła i pary technologicznej.
10. Zabytkowa zajezdnia tramwajowa – stanowi część kompleksu komunikacyjnego wzniesionego na przełomie XIX i XX w.
11. Gazownia Miejska – została wybudowana w latach 1856–1857. W 1968 r. zaprzestano produkcji gazu.
12. Most Podgórski – wybudowany w latach 1844–1850 według projektu inż. T. Kutschery. Most miał 145 m długości i 6,8 m szerokości. W 1925 r. most zamknięto, rozbiórkę zakończono w 1936 r. Zastąpiony przez wybudowany most Piłsudskiego.
13. Most Piłsudskiego – zaprojektowany przez zespół inżynierów: A. Witkowskiego, T. Zagnera, M. Zalewskiego pod kierunkiem prof. A. Pszenickiego. Wybudowany w latach 1926–1931 na przyczółkach betonowych z lat 1911–1913. Otwarty w roku 1933. Most ma 146 m długości, a jezdnia 10 m szerokości.
14. Bulwary wiślane – zaprojektowane przez R. Ingardena, wykonane w latach 1907–1913.
15. Elektrownia podgórska – wybudowana w latach 1899–1900 dla Podgórza. Po połączeniu Podgórza z Krakowem w 1915 r. funkcję przejęła elektrownia krakowska. Budynek w 1926 r. adaptowano na Miejski Dom Noclegowo-Kąpielowy dla bezdomnych.
16. Fabryka Schindlera (ul. Lipowa 4) – w latach 1937–1939 działała w tym miejscu Małopolska Fabryka Naczyń Emaliowanych i Wyrobów Blaszanych "Rekord" Sp. z o.o. Pod koniec 1939 r. powiernikiem firmy został Oskar Schindler. W 1942 r. przejął zakład i prowadził działalność do roku 1944, kiedy fabrykę ewakuowano do Czech.
17. Centrum Szkła i Ceramiki Lipowa 3 (ul. Lipowa 3). Centrum zajmuje budynki przedwojennej „Krakowskiej Huty Szkła, inż. L. Bąkowski, D. Chazan i Ska”, która rozpoczęła produkcję butelek na Zabłociu w 1932 roku. Już sześć lat później huta plasowała się na 6. miejscu pośród największych przedsiębiorstw w Krakowie pod względem liczby zatrudnionych (ok. 500 osób). W czasie II Wojny Światowej została skonfiskowana przez Niemców, a po wojnie upaństwowiona. Historię huty można poznać zwiedzając wystawę stałą w Centrum Szkła i Ceramiki „Szkło w Krakowie. Przemysł i sztuka. 1931–1998”, a zabytkową halę produkcyjną z lat 1950/51 zobaczyć podczas pokazów ręcznego formowania szkła.

## Galeria obiektów

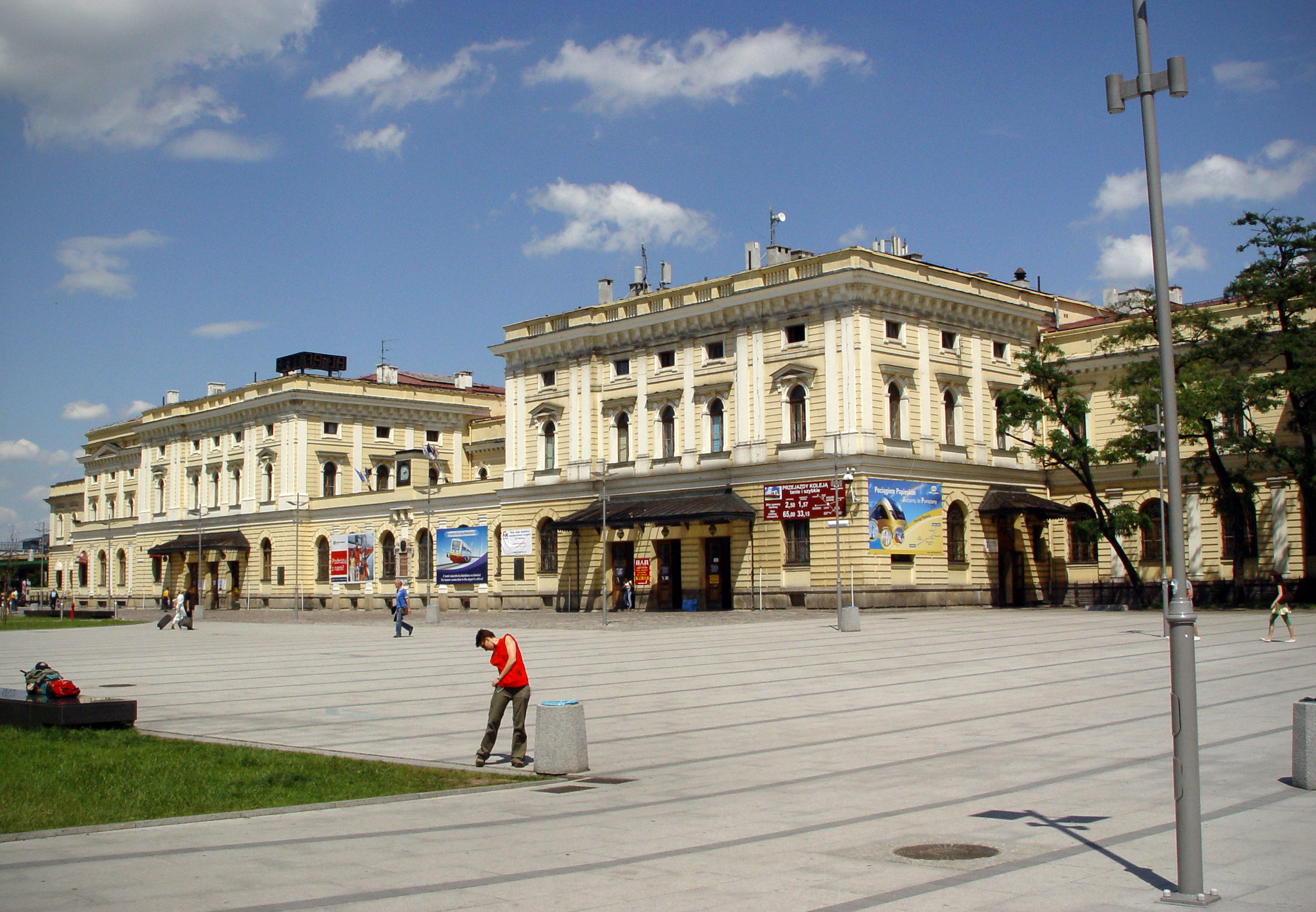
Obiekt nr 1 Stacja kolejowa
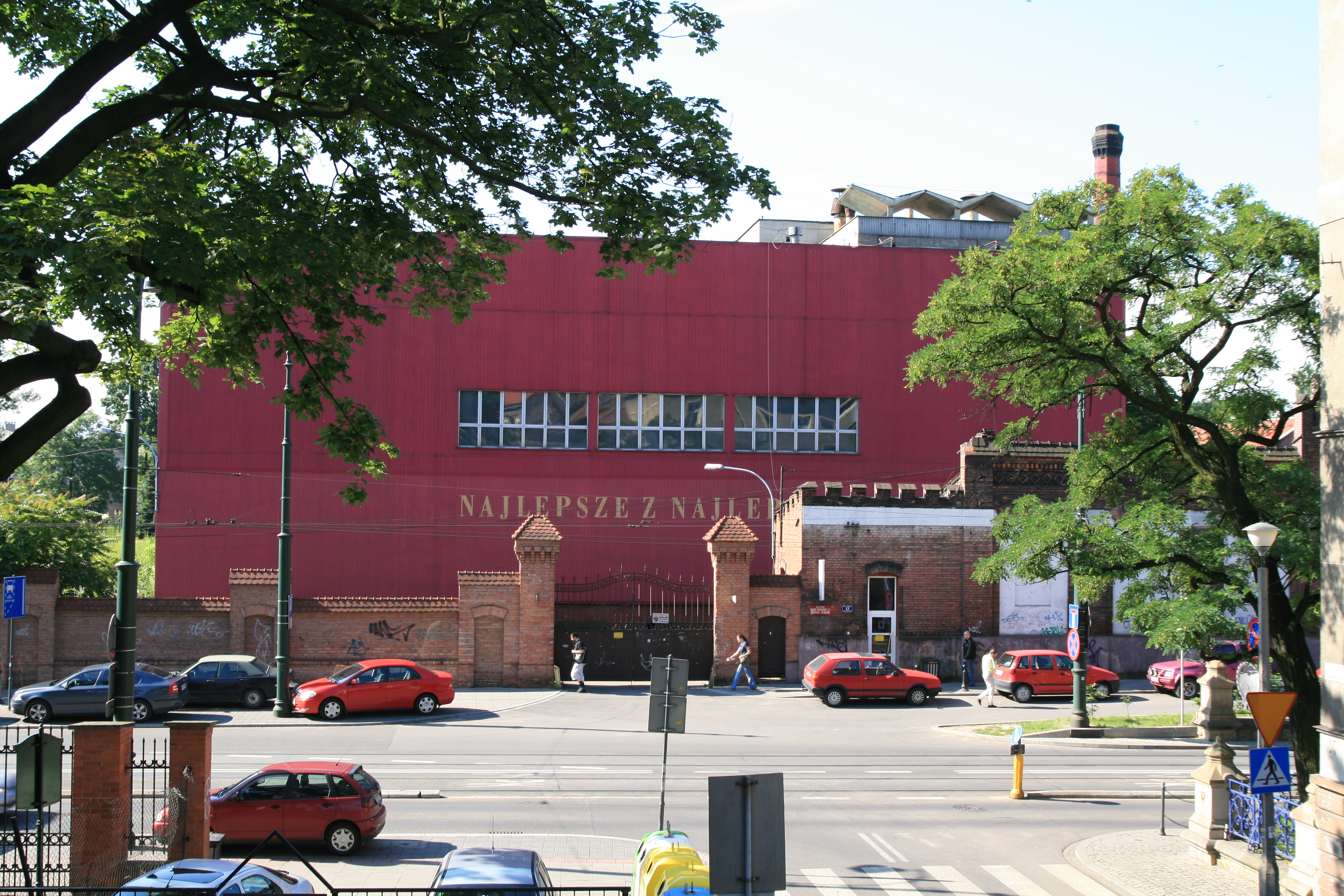
Obiekt nr 2 Browar rodziny Götzów
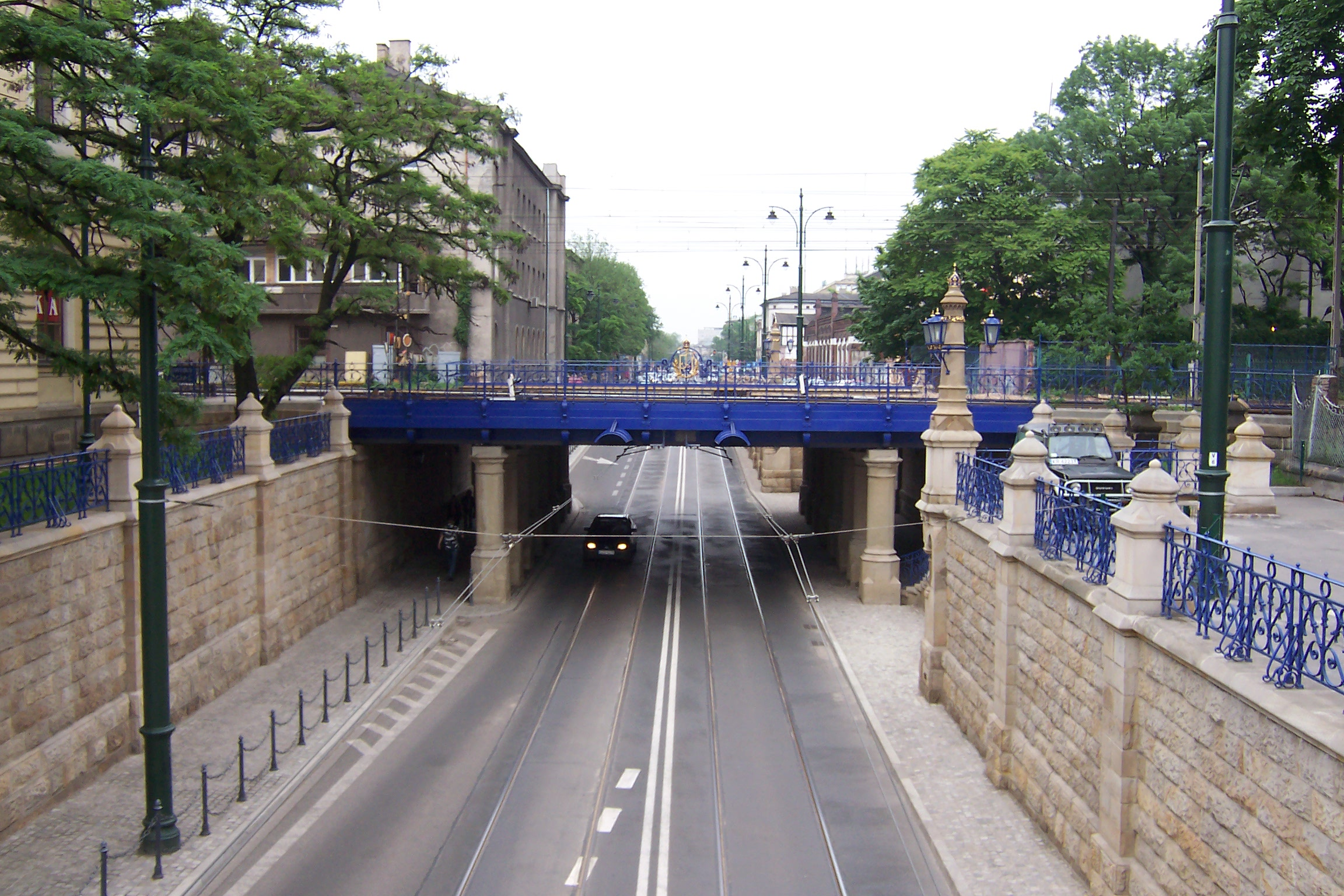
Obiekt nr 3 Przekop Talowskiego i wiadukt kolejowy
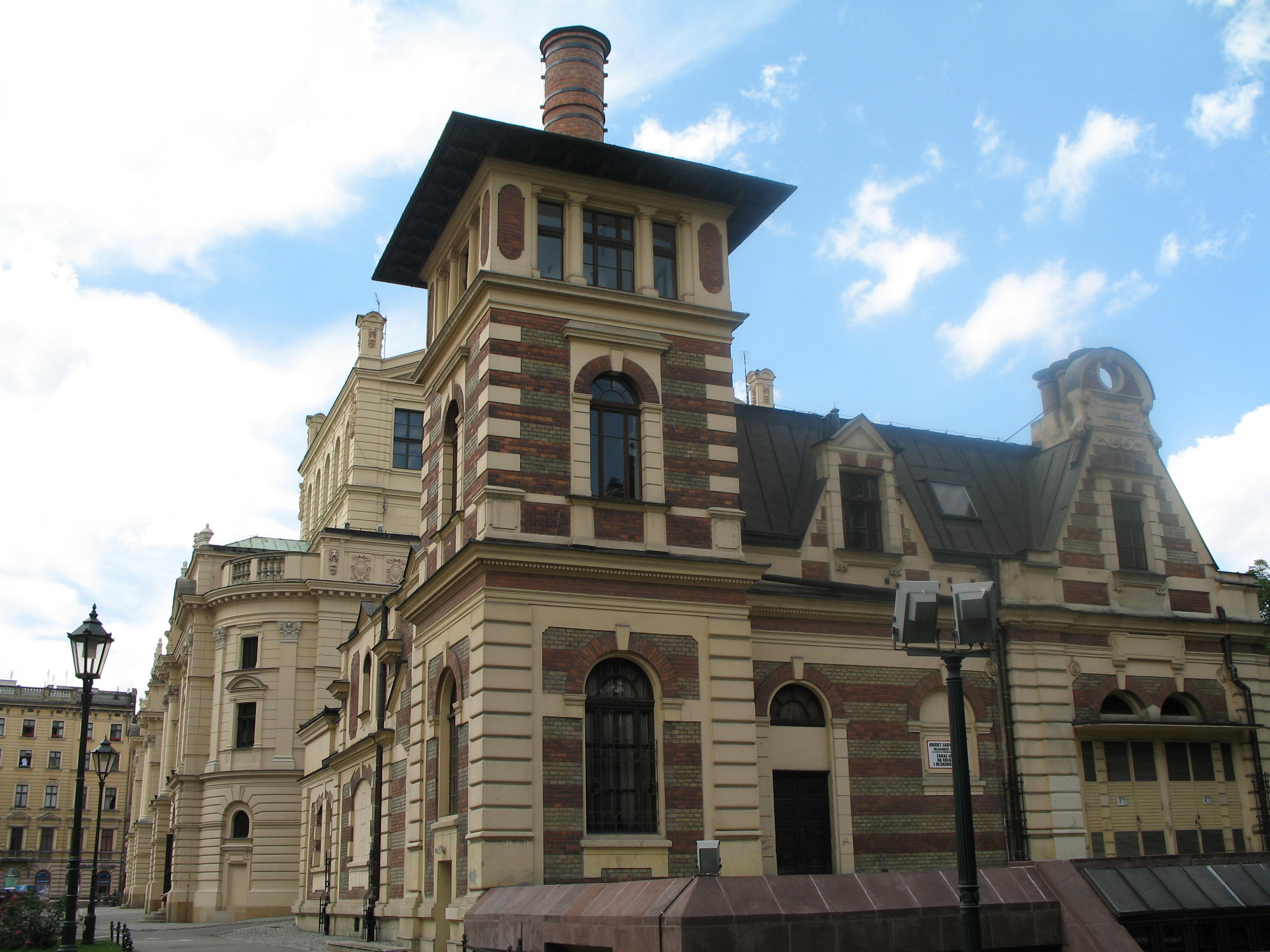
Obiekt nr 4 Elektrownia teatru miejskiego
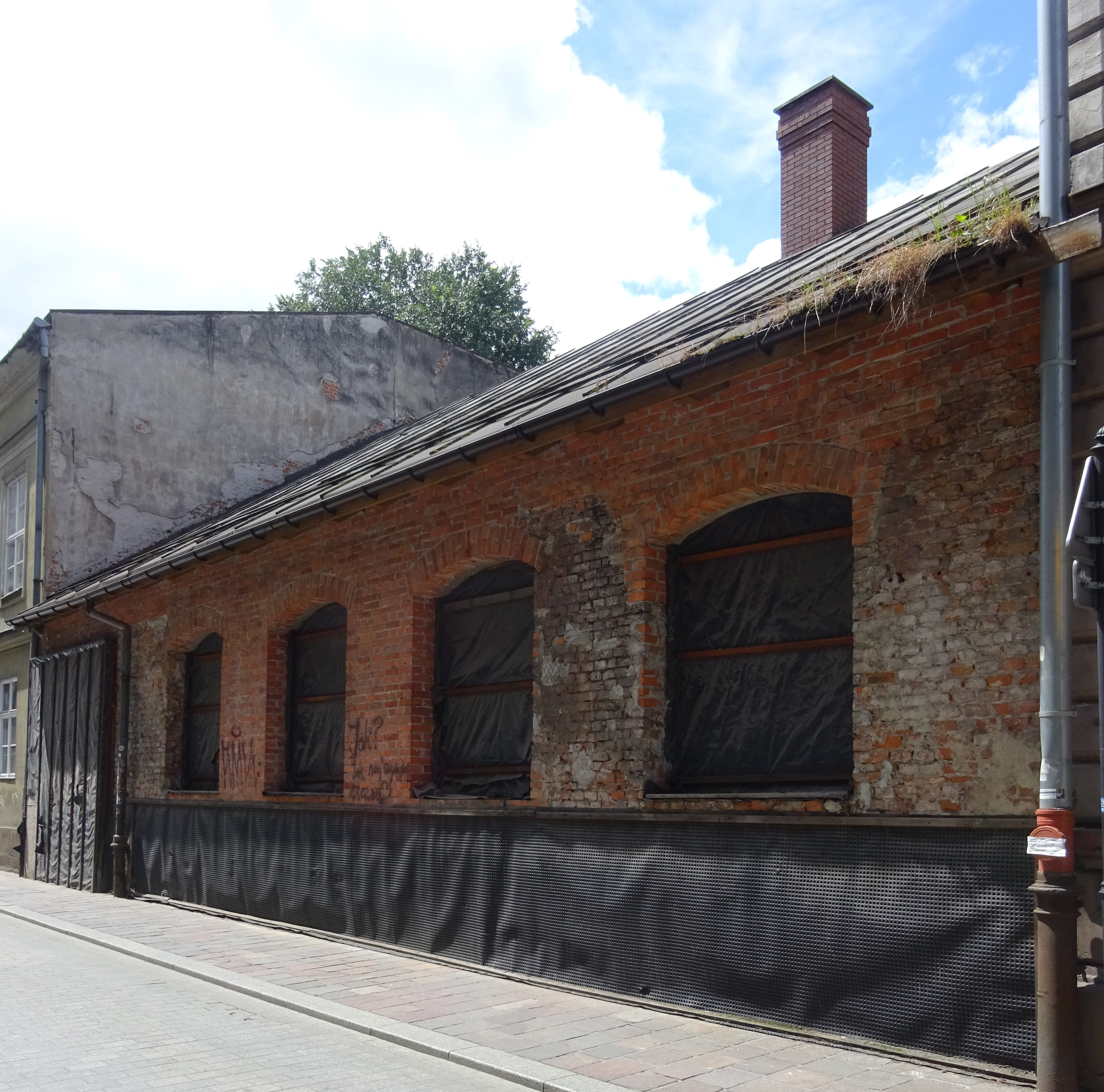
Obiekt nr 5 Kuźnia Zieleniewskich
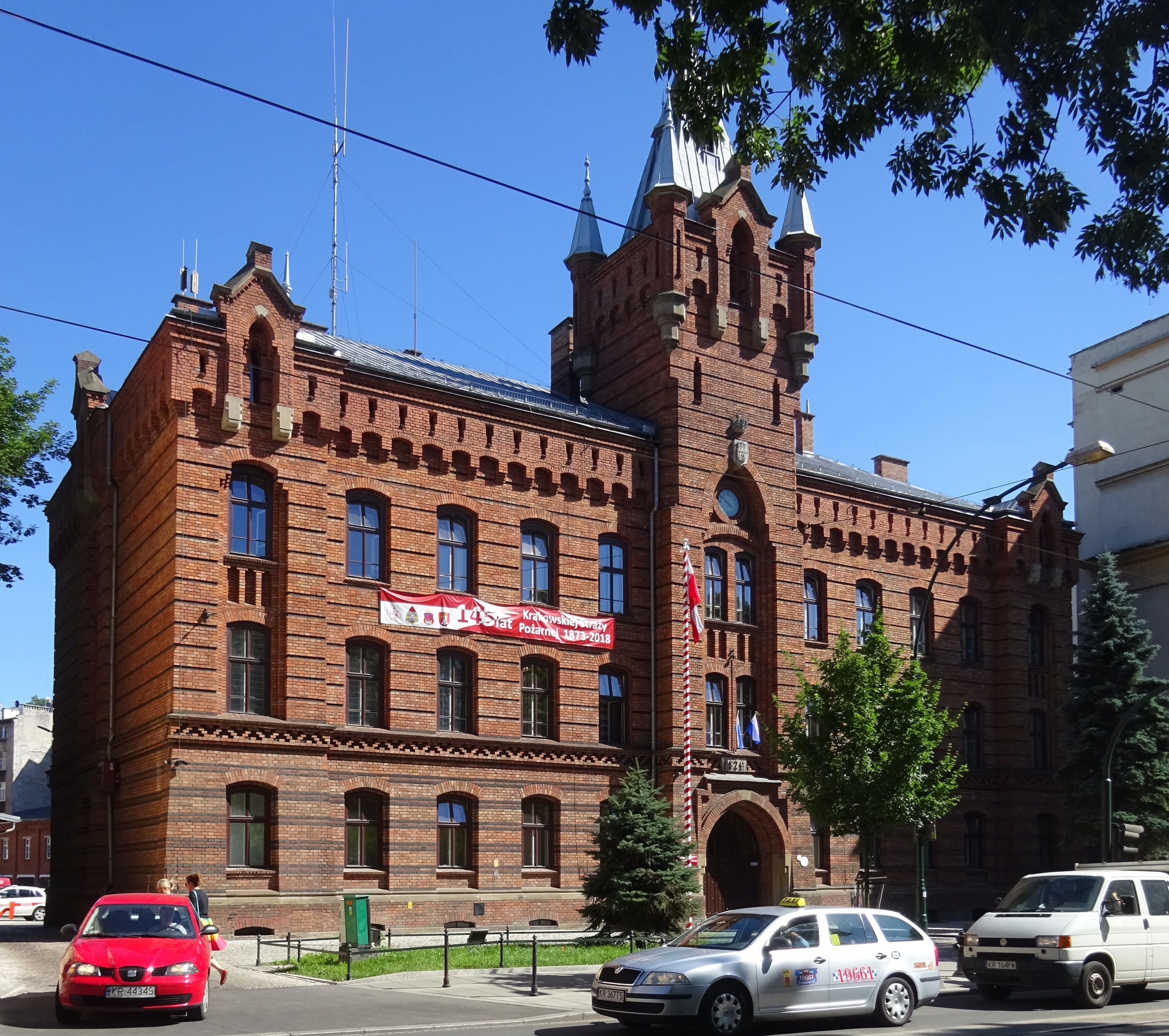
Obiekt nr 6 Strażnica pożarnicza
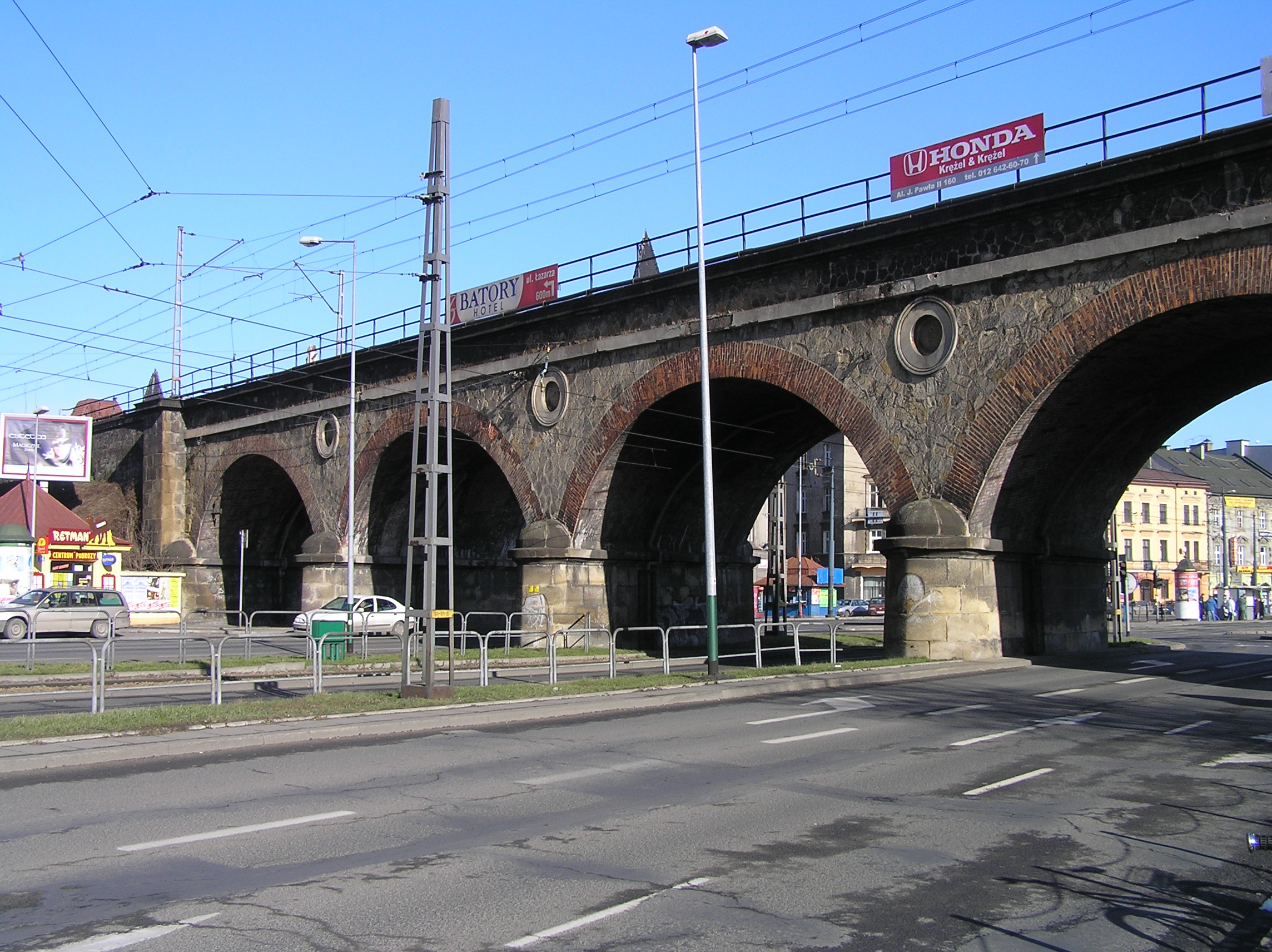
Obiekt nr 7 Wiadukt kolejowy
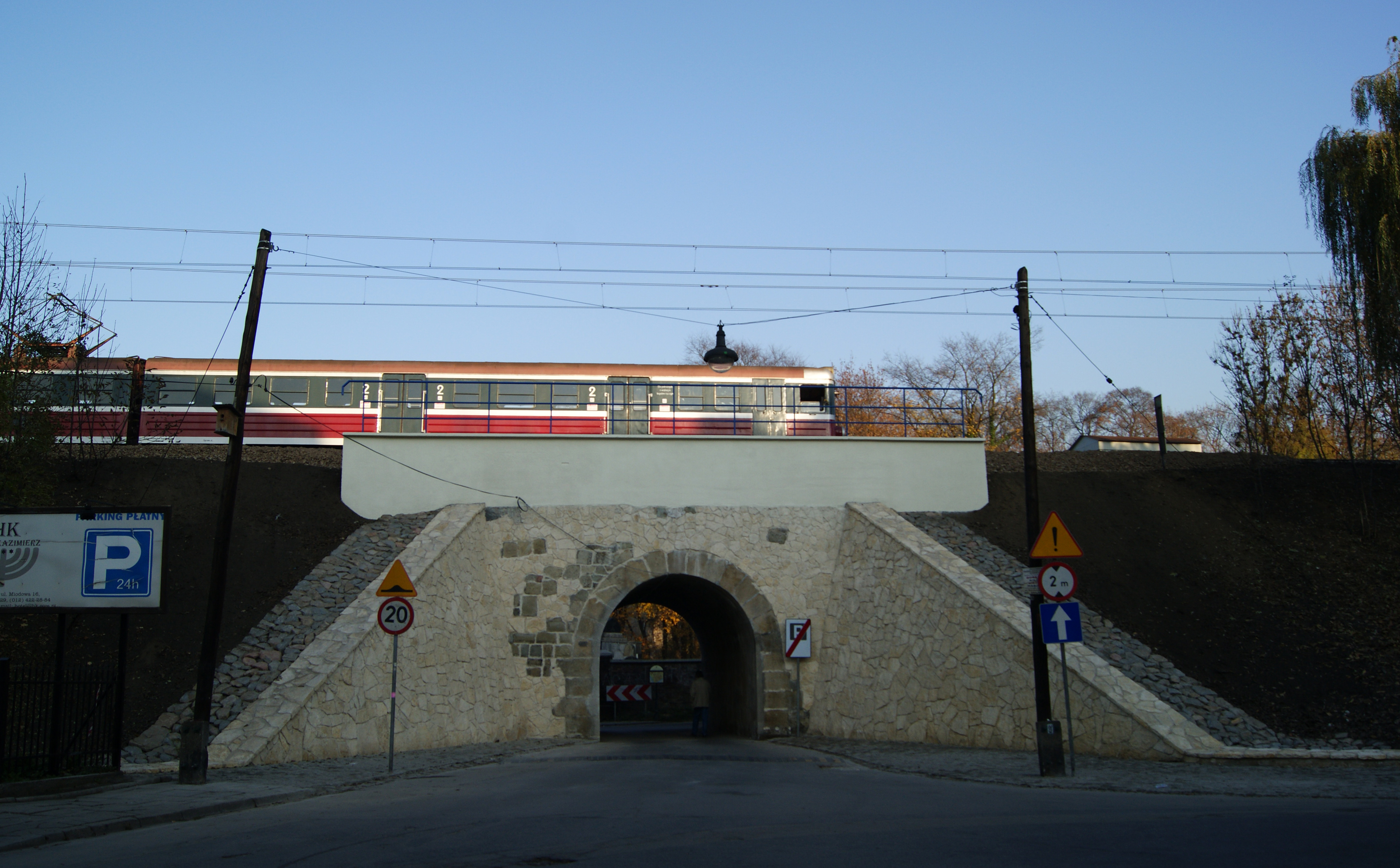
Obiekt nr 8 Przepust przy ul. Miodowej
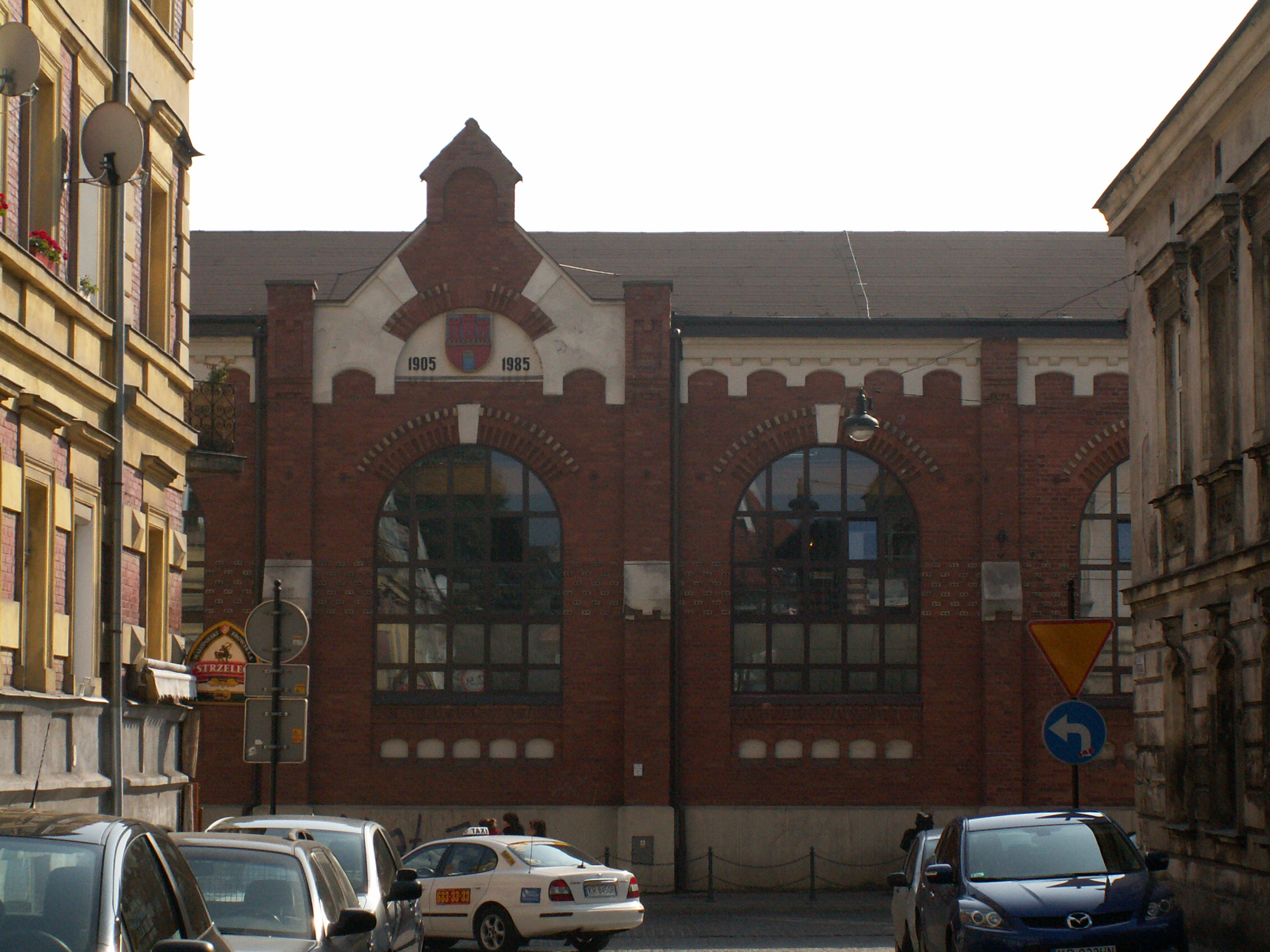
Obiekt nr 9 Elektrownia krakowska
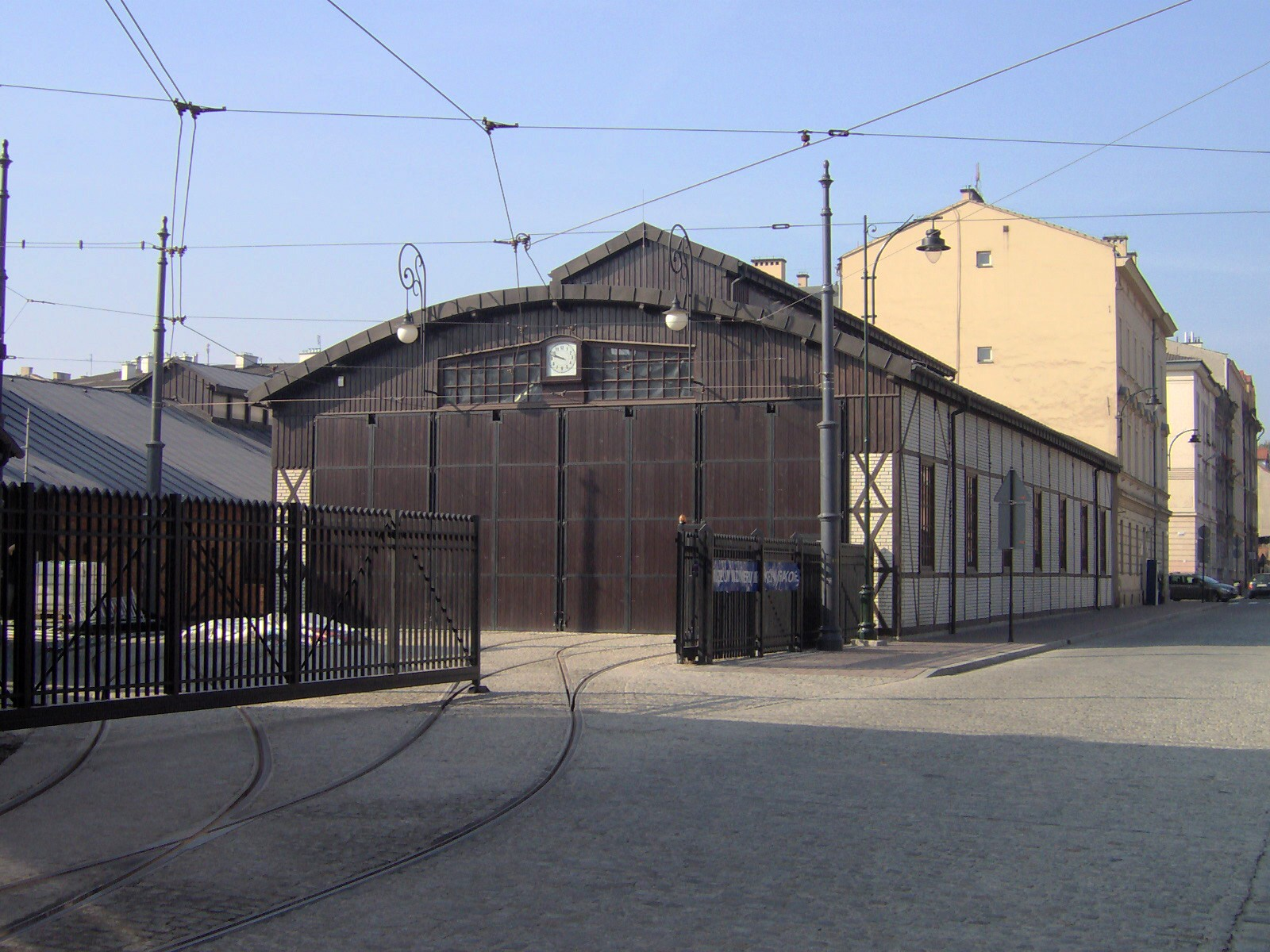
Obiekt nr 10 Zabytkowa zajezdnia tramwajowa
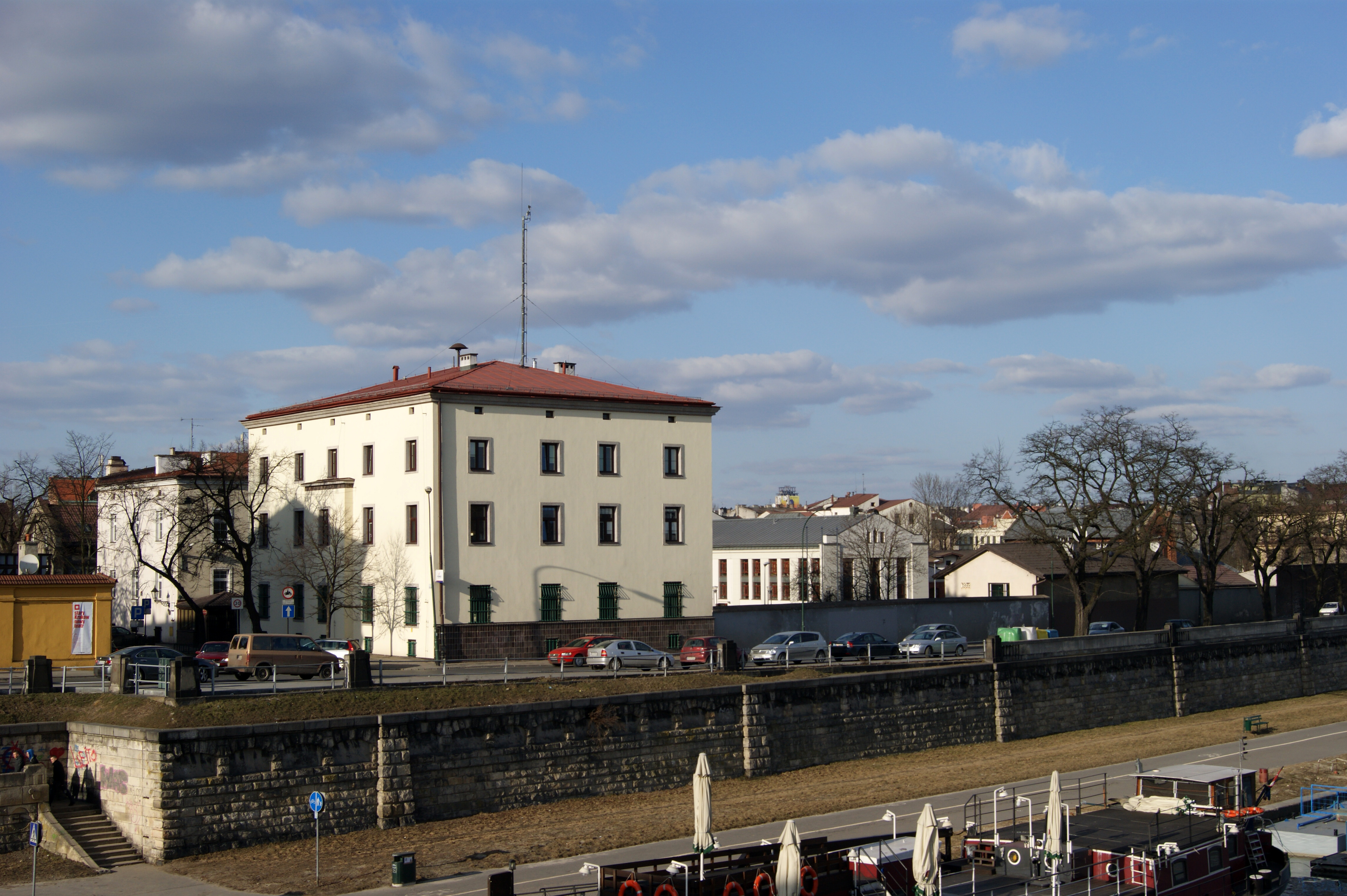
Obiekt nr 11 Gazownia miejska
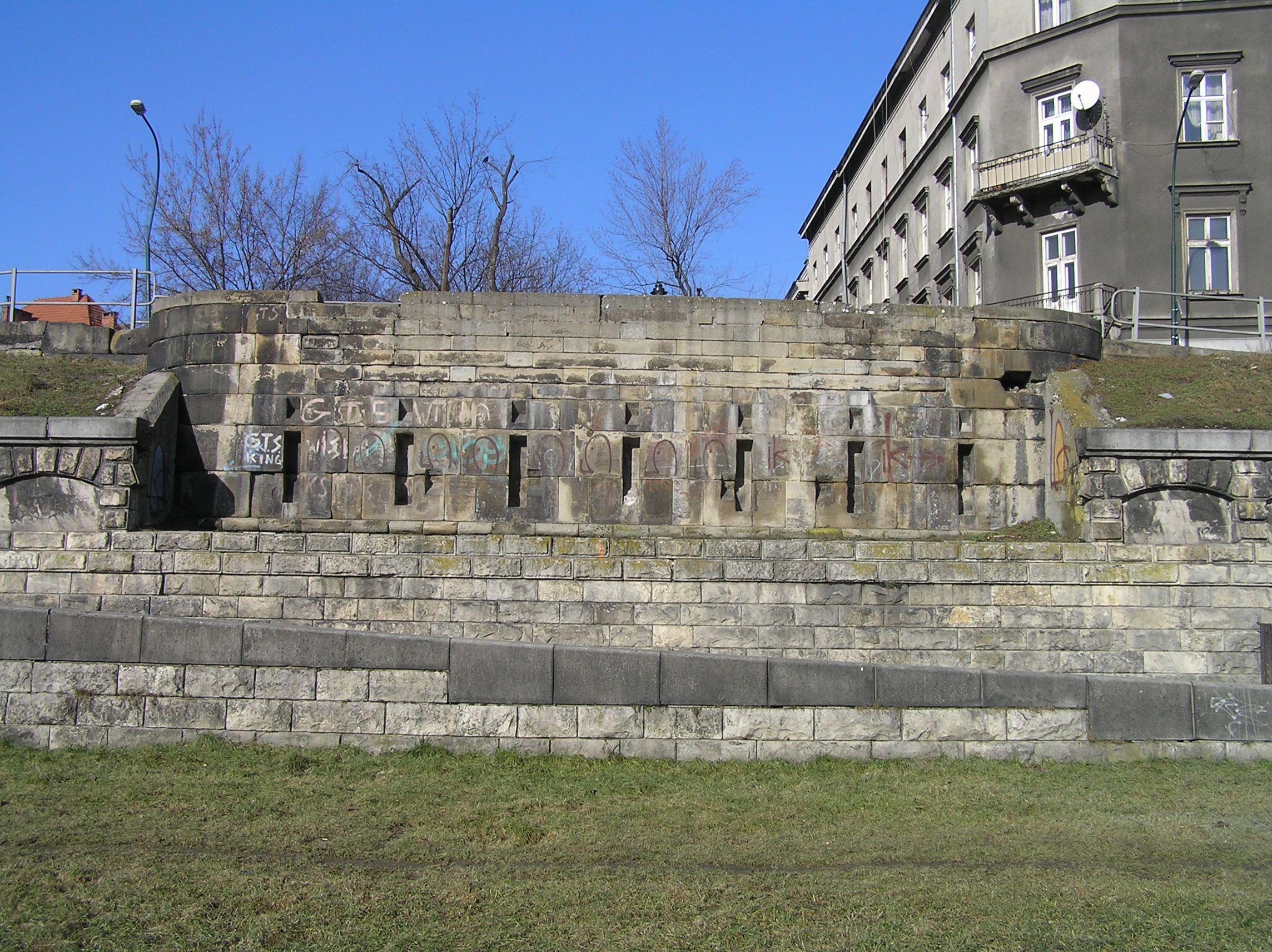
Obiekt nr 12 Przyczółek północny Mostu Podgórskiego
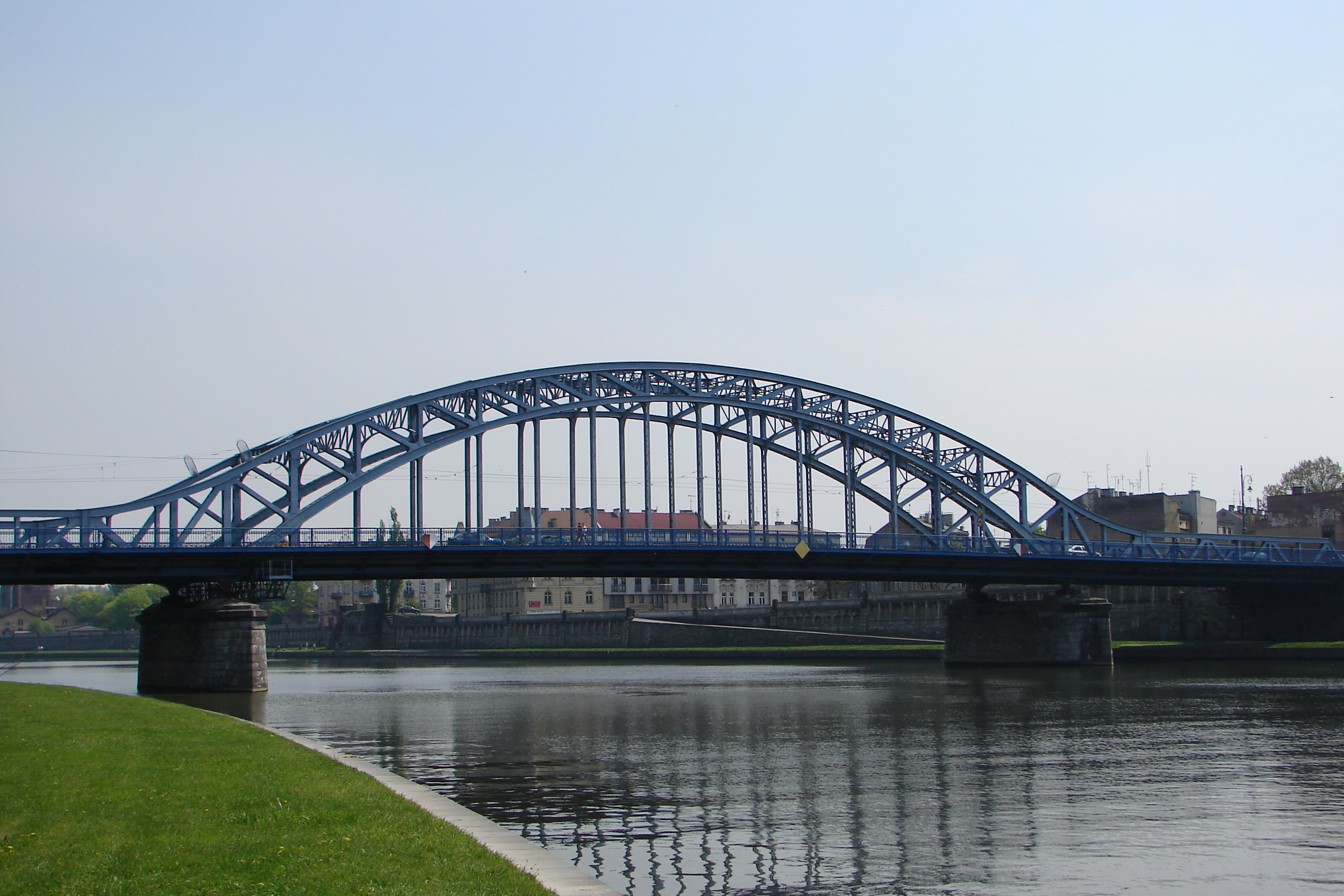
Obiekt nr 13 Most Piłsudskiego
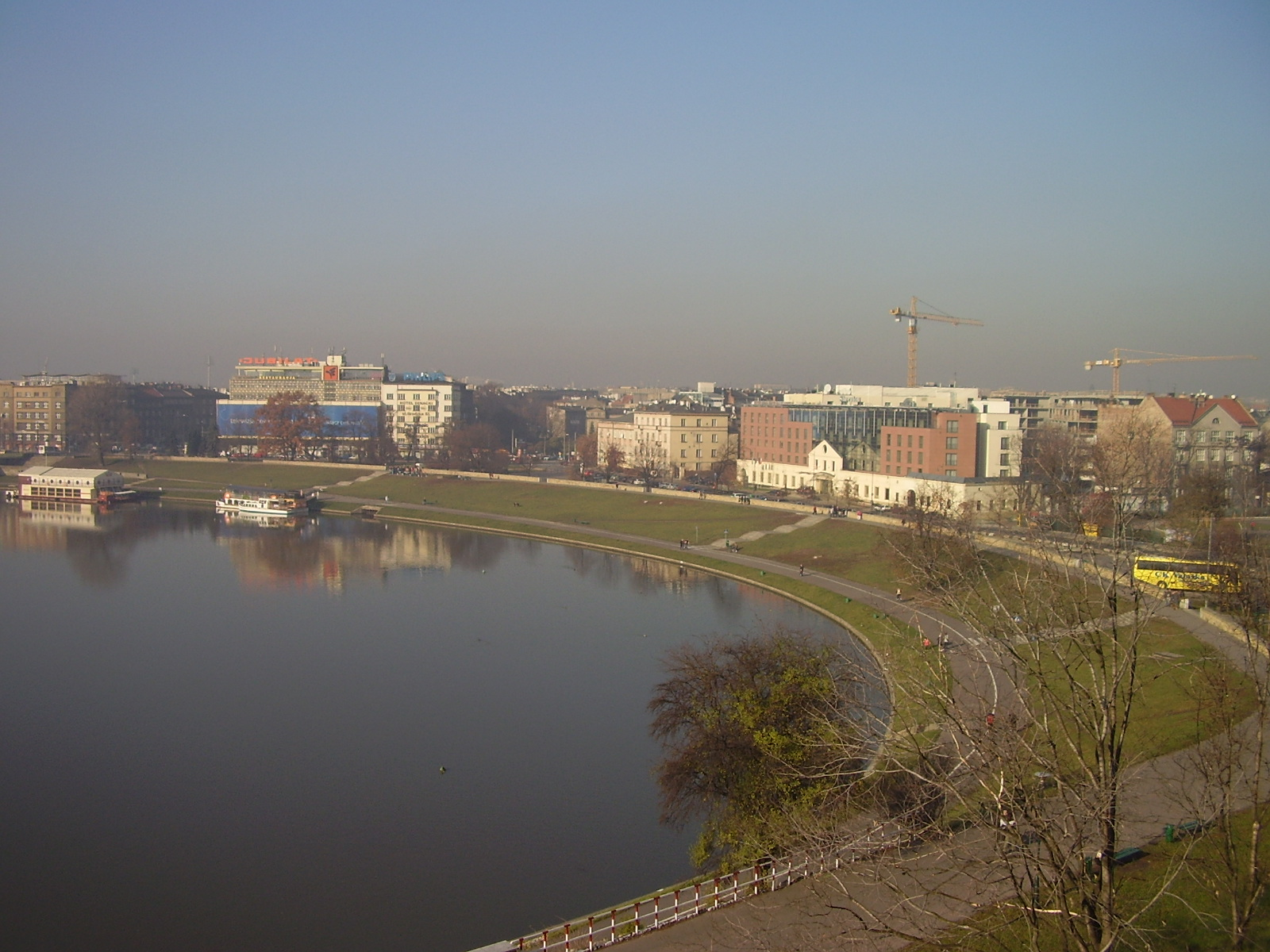
Obiekt nr 14 Bulwary wiślane
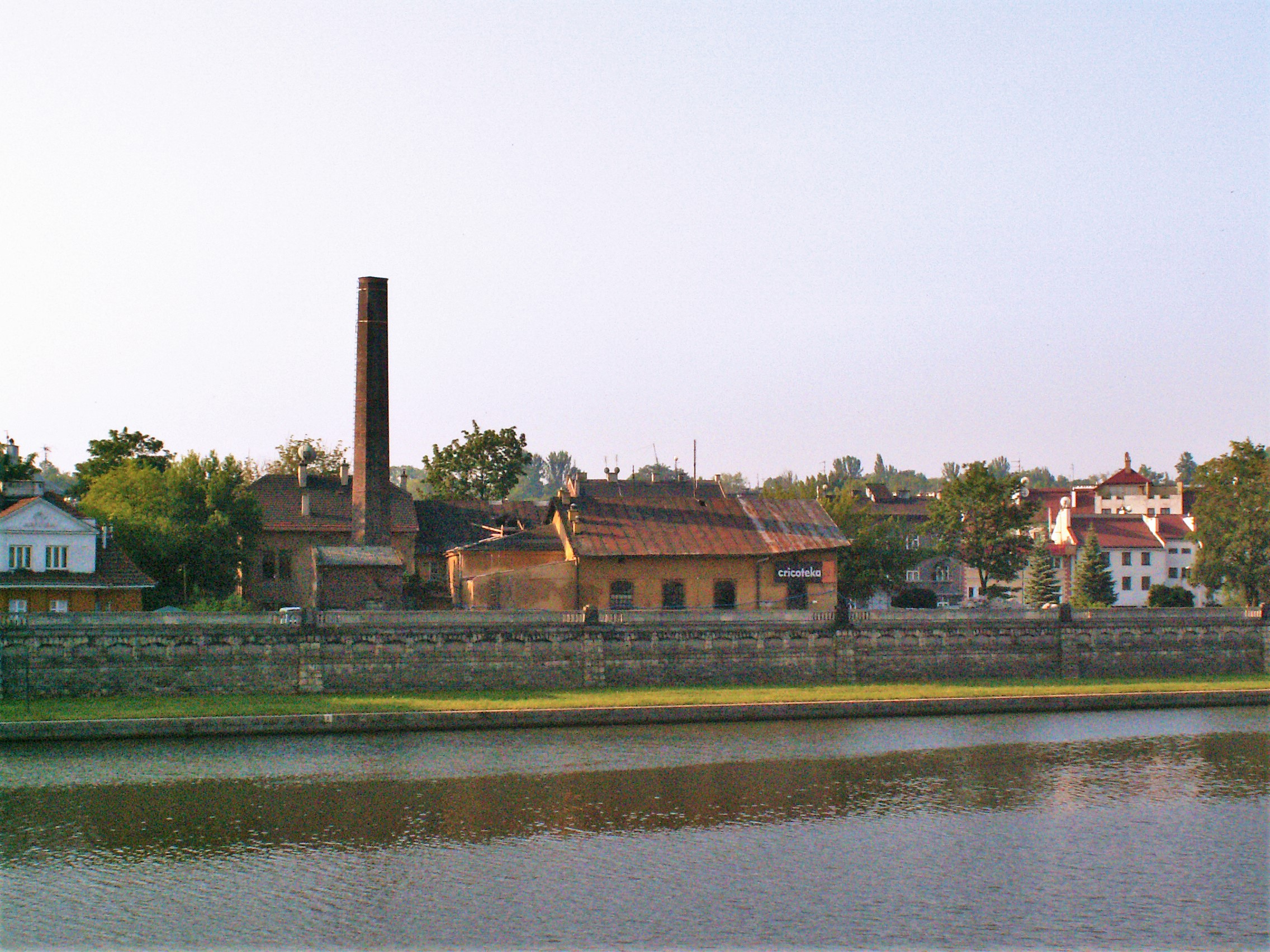
Obiekt nr 15 Elektrownia podgórska
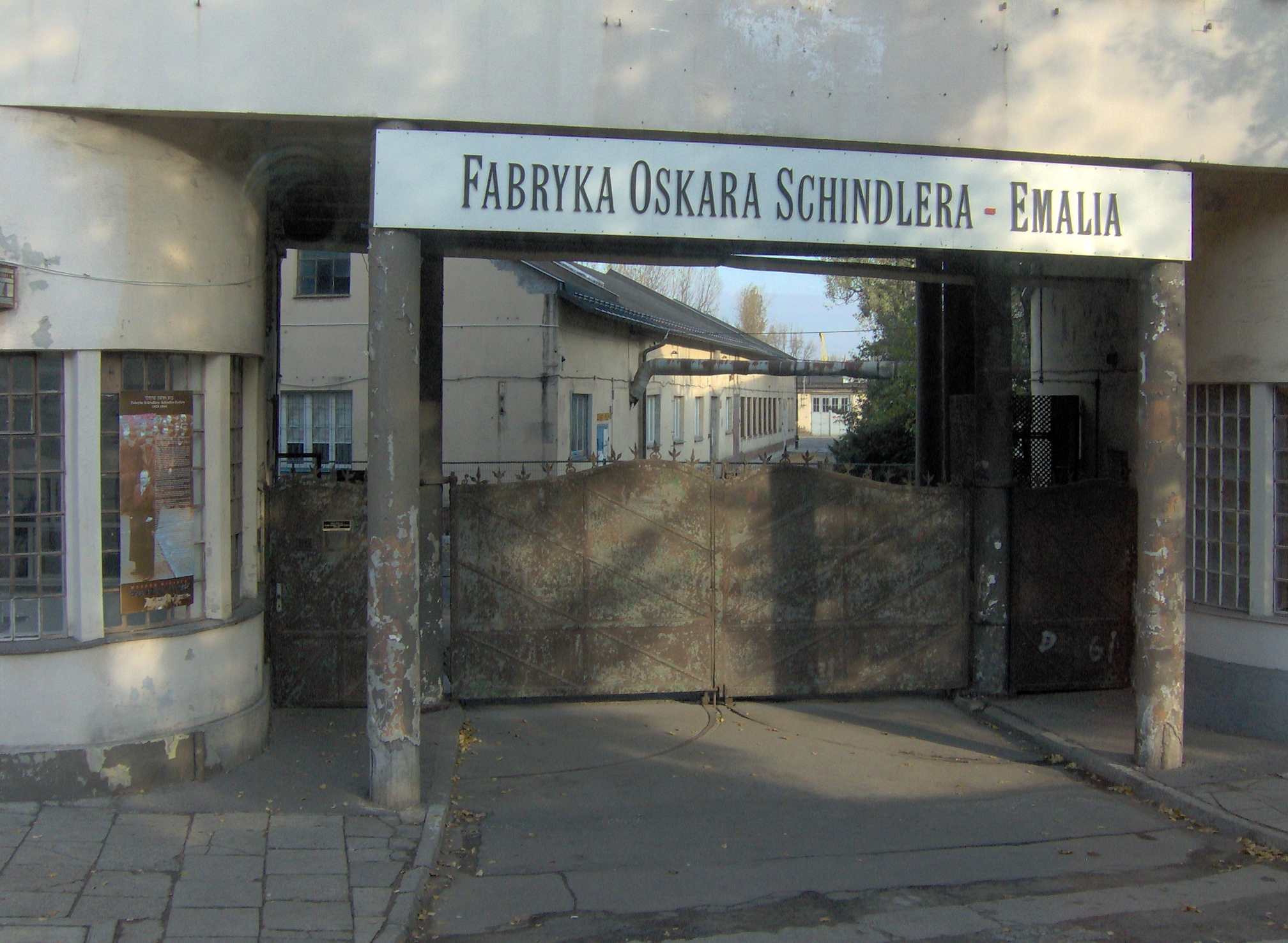
Obiekt nr 16 Fabryka Schindlera
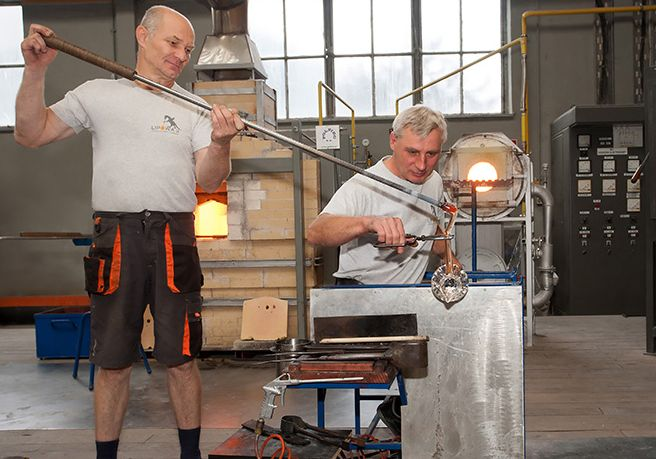
Obiekt nr 17 Centrum Szkła i Ceramiki Lipowa 3